# Rusty Hearts
Rusty Hearts — многопользовательская ролевая игра с экшен боями, сделанная в аниме стиле. В ней представлено четыре различных персонажа с уникальными умениями и со своей историей. Вам предстоит отправиться в подземелья и очистить их от монстров. PvP система в Rusty Hearts представлена в виде сражений на арене, различных турнирах и гильдейских противостояниях.

## История
Тысячи лет назад, могучее царство Bartbarod процветало в месте, что известно сегодня как Македония. Королевская семья поддерживала строгую связь друг с другом, сохраняя чистоту крови на протяжении веков, пока генетическая мутация почти не уничтожила их в 1000 году до нашей эры. Те немногие с мутацией, кто выжил, ушли в подполье и продолжили распространять свою кровь, порождая новую расу, которая стала известна как вампиры.
Около 200 г. до н. э., это племя мутантов было обнаружено другими людьми глубоко в лесах Крелля. Они обладали необъяснимыми силами и «нормальные» люди изначально опасались. Их существование разрешено, но неохотно. Страх и недоверие росли между двумя народами.
Шло время, члены обоих племен забыли свои страхи и породили новую расу полукровок. Их население быстро росло, вызывая чистокровных рост опасений у чистокровных вампиров. Правитель вампиров того времени, лорд Влад, решил, что с него хватит. Он решил раз и навсегда устранить примеси, которые угрожают существованию его народа, объявив войну против людей и полукровок.
После эпидемии чумы пронесшейся по Европе в XIV веке, великая ведьма Филистия основала замкнутое общество Золотой Печати, объединив небольшие группы повстанцев в борьбе с армией вампиров лорда Влада. Все записи говорят, что её повстанцы преуспели, и рассказы о Владе превратились в легенды …

## Ограничения
Российский IP блокируется при регистрации. Так ранее планировалось что в России будут свои сервера.